# Julie (cantante 1979)
Julie Ivalo Broberg Berthelsen, conosciuta semplicemente come Julie (Aarhus, 7 giugno 1979), è una cantante danese e groenlandese divenuta famosa nel 2002 in seguito alla sua partecipazione alla seconda edizione della versione danese del talent show Popstars, in cui si è piazzata seconda.

## Biografia
Nata in Danimarca da padre danese e madre groenlandese, quando ha pochi mesi i genitori divorziano e si è trasferita con la madre e la sorella in Groenlandia, dove è cresciuta, i primi due anni a Qeqertarsuaq e poi a Nuuk fino al diploma superiore. Julie si è avvicinata al mondo della musica quando ha iniziato a cantare nella band di sua nonna, i Sume e ha registrato i suoi primi brani nel 1996, mentre lavorava come corista per dei gruppi locali. Nel 1998, anno in cui si è trasferita in Norvegia per studiare musica e teatro, ha fondato la sua prima band, i Nuna. L'anno successivo si è iscritta alla Facoltà di Medicina dell'Università di Aarhus, che ha lasciato dopo tre anni per dedicarsi alla musica.
Nel 2002 Julie ha partecipato alla seconda edizione della versione danese di Popstars, classificandosi seconda dietro a Jon Nørgaard. Il suo singolo di debutto Every Little Part of Me, uscito lo stesso anno, è rimasto in cima alla classifica danese per sei settimane e ha venduto oltre 30 000 copie. L'anno successivo è uscito Home, l'album di debutto, che ha debuttato al primo posto nella classifica settimanale degli album più venduti in Danimarca e ha venduto 90 000 copie. Ai Danish Music Awards 2004 Julie ha vinto i premi per Cantante danese dell'anno, Debutto dell'anno e Disco pop dell'anno.
Il secondo album, intitolato Julie, è uscito nel 2004. Sebbene abbia solo raggiunto l'undicesimo posto in classifica e non sia riuscito a produrre nessun singolo di successo, l'album è riuscito a vendere 32 000 copie e a ottenere un disco d'oro in Danimarca. Anche il terzo album Asasara, pubblicato a gennaio 2007, è stato certificato disco d'oro dopo aver debuttato al primo posto in classifica e venduto 16 000 copie.
Lige nu, il quarto album e primo quasi esclusivamente in lingua danese per la cantante, è stato reso disponibile all'inizio del 2009 e ha raggiunto la quinta posizione nella classifica danese. È anticipato dal singolo Moment's Bliss, che ha venduto oltre 7 500 copie e ha ricevuto un disco d'oro. Closer, il quinto album uscito nel 2010, non è andato oltre il venticinquesimo posto in classifica, rimanendo nella top 40 per due sole settimane.
Nel 2010 Julie ha condotto insieme a Felix Smith Dansk Melodi Grand Prix, il programma per la selezione del rappresentante danese all'Eurovision Song Contest.

## Discografia

### Album
- 2003 - Home
- 2004 - Julie
- 2007 - Asasara
- 2009 - Lige nu
- 2010 - Closer

### Singoli
- 2002 - Every Little Part of Me
- 2003 - Shout
- 2003 - Completely Fallen
- 2003 - Home
- 2004 - It's a Wonderful Feeling
- 2004 - Lovers Lullaby
- 2006 - Tomorrow
- 2006 - Take Me Away
- 2007 - Time Traveller
- 2007 - Moment's Bliss
- 2008 - Lige nu
- 2009 - Hjertet som DJ
- 2009 - Den hele sandhet (con Nik & Jay)
- 2010 - All My Tomorrow
- 2014 - Butterfly
- 2019 - League of Light (con Nina Kreutzmann Jørgensen)